# Clarissa Allen
Clarissa Minnie Thompson Allen (1 de outubro de 1859 - 23 de novembro de 1941) foi uma educadora e autora americana. Ela escreveu histórias fictícias sobre famílias afro-americanas ricas no sul dos Estados Unidos.

## Biografia
Clarissa Minnie Thompson nasceu em Columbia, Carolina do Sul, uma dos nove filhos de Eliza Henrietta Montgomery, uma socialite, e Samuel Benjamin Thompson, delegado na Convenção Constitucional da Carolina do Sul. Ela frequentou a Howard Junior High School e uma escola normal na Carolina do Sul . Ela trabalhou em três escolas diferentes, incluindo a Allen University, onde lecionou disciplinas como álgebra, latim, geologia física e história.  Ela se mudou para Jefferson, Texas, por volta de 1886, onde lecionou em uma escola pública. Ela também morava em Ft. Worth, Texas, e trabalhou no sistema público de ensino.

## Carreira
Allen escreveu ficção baseada em histórias verdadeiras sobre famílias afro-americanas ricas no sul dos Estados Unidos. Seu trabalho mais notável foi Treading the Winepress, também chamado de A Mountain of Misfortune . O livro consistia em 41 histórias sobre duas famílias. As histórias aconteceram em "Capitolia", baseada em Columbia, Carolina do Sul. O livro inclui triângulos amorosos e assassinatos, bem como temas de feminilidade, caridade e loucura. Foi uma publicação serializada e acredita-se ser o primeiro romance de uma mulher afro-americana da Carolina do Sul. Ela também escreveu novelas para publicações do Texas. Sua poesia também foi publicada em jornais afro-americanos. Alguns críticos acreditavam que seu trabalho era anti-religioso, especificamente em relação à Igreja Episcopal Metodista Africana.